# Корінні народи Великого Басейну
Індіанці Великого Басейну — корінні індіанські народи та племена північноамериканського культурного регіону Великий Басейн, що займає більшу частину сучасного штату Невада та частини штатів Орегон, Каліфорнія, Айдахо, Вайомінг і Юта та обмежений із заходу хребтом Сьєрра-Невада і Каскадними горами та зі сходу Скелястими горами.

## Культура
Дуже мала кількість опадів у регіоні впливала на спосіб життя і культуру корінних народів: до початку ХХ століття вони залишалися переважно мисливцями і збирачами.
«Пустельна культура» належить до культури великого басейну. Ця культура була вимушена бути досить рухомою, в пошуках достатньої кількості їжі. Вони майже не користувалися керамікою, через її вагу, проте плели кошики для зберігання насіння, і тару для води. На території самого великого басейну сільське господарство не практикувалося, інша справа його околиці. Постійних жител не було, проте місця для зимівлі могли використовуватися однією і тією ж сім'єю декілька років під ряд.
В ранній період племена Великого басейну мігрували на схід, де відкрили верхову їзду та практикували полювання на бізонів.
Племена Великого Басейну переважно жили мирно і, займаючи часто спільні території, активно змішувалися.

## Мови
Усі племена Великого Басейну, крім вашо, розмовляли нумськими мовами юто-ацтецької мовної родини. Мова вошо деякими лінгвістами вважається ізолятом, а деякими включається до гіпотетичної хоканської мовної родини.

## Список корінних народів Великого Басейну
- Баннок
- Вошо
- Каваїсу
- Косо
- Моно
- Пайют
- Тімбіша
- Шошони
- Юте